# Microcleptes variolosus
Microcleptes variolosus är en skalbaggsart som beskrevs av Leon Fairmaire och Germain 1859. Microcleptes variolosus ingår i släktet Microcleptes och familjen långhorningar. Inga underarter finns listade i Catalogue of Life.